# Ratusz

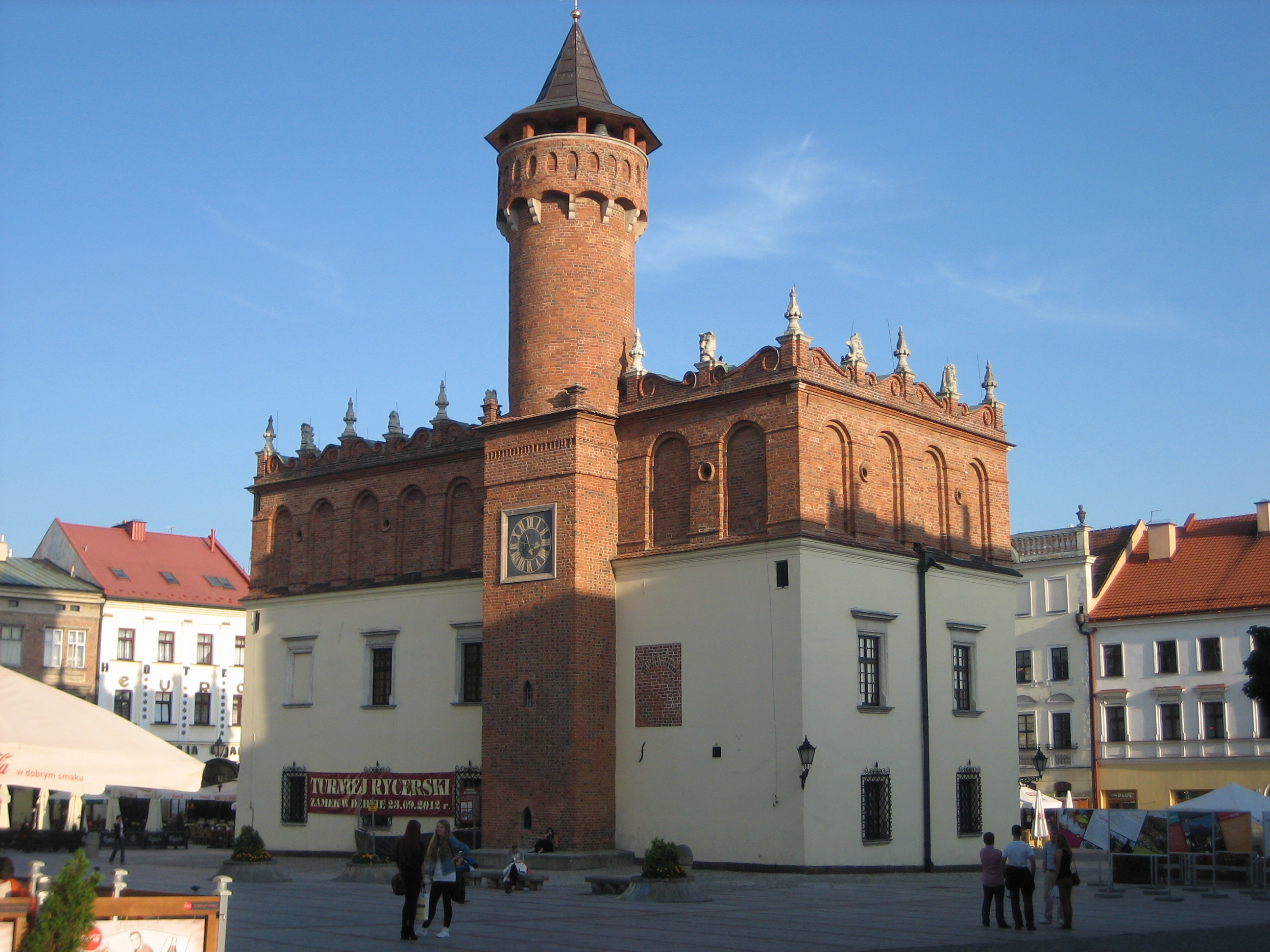
Ratusz gothique d'origine à Tarnów comprenant une tour d'observation en brique et une horloge datant du 16e siècle.

Ratusz (prononcé en polonais : ['ratuʂ]) (de l'allemand : Rathaus qui signifie simplement « hôtel de ville » ; russe : Ратуша, Ratusha) est un bâtiment administratif historique dans les pays ayant adopté les droits de Magdebourg tels que le Saint-Empire romain germanique, le Commonwealth polonais-lituanien et d'autres. Il se distinguait par un clocher (belvédère ou tour d'horloge). Contrairement à un hôtel de ville ordinaire qui peut ou non avoir des compositions architecturales spécifiques, Ratusz constitua toujours en un bâtiment avec une tour. 
Ratusz était principalement désigné comme un hôtel de ville, traditionnellement construit au centre d'une ville ou au milieu d'une place de ville ou d'une place du marché plus commune (la liberté du commerce comme objectif principal des droits de Magdebourg). Bien que l'ancien ratusz puisse encore conserver la fonction de siège du gouvernement local, il est souvent séparé du gouvernement municipal contemporain, du bâtiment administratif abritant le conseil municipal, et sert souvent de musée d'histoire locale (par exemple à Ivano-Frankivsk et Tarnów parmi tant d'autres). 

## Histoire
Des exemples éminents d'un ratusz historique peuvent être trouvés dans au moins 82 villes polonaises. Certains d'entre eux remontent au milieu du XIIIe siècle, comme le ratusz de Kalisz,,. La plus ancienne tour encore debout a été érigée en 1274 à Toruń tandis que le bâtiment actuel avec 365 fenêtres date du 14e siècle. Le ratusz à Zamość, construit pendant la Renaissance en Pologne, est l'une des plus hautes réalisations de l'architecture de la Renaissance partout dans le pays. Il a été intentionnellement placé au coin de la place de la ville pour ne pas éclipser le palais Zamoyski voisin des propriétaires de la ville, ce qu'il a fait de toute façon, une fois l'imposant escalier baroque ajouté au 17e siècle. Le ratusz de Poznań, datant du milieu du XVIe siècle, possède une horloge à têtes de boucs, qui attire chaque jour des centaines de spectateurs en saison touristique. Au cours des siècles, de nombreuses mairies polonaises ont été endommagées par des invasions étrangères, comme le ratusz de Sandomierz, avec les droits de la ville depuis 1286, méticuleusement rénové avant d'être transformé en musée. Dans la ville royale de Cracovie, le ratusz historique, construit en brique et mortier au centre de la place principale, à l'origine en 1316, a été démoli non pas par les occupants, mais par les Cracoviens eux-mêmes en 1820 du fait de sa « laideur ». Ce qu'il en reste est la tour de la mairie massive, un exemple éminent de l'architecture gothique polonaise. 
Un nombre considérable de mairies patrimoniales sont devenues des musées historiques au XXe siècle, notamment le ratusz de Toruń (musée régional de Toruń ou Muzeum Okręgowe en polonais), avec des divisions de vitraux et de pain d'épice, à Poznań (Muzeum Okręgowe), avec une division Chopin, à Lublin (Muzeum Okręgowe), Siedlce (Muzeum Okręgowe), Białystok (Muzeum Podlaskie), Gdańsk (Muzeum Historii Miasta), Sandomierz (Muzeum Okręgowe) et Szczecin (Muzeum Historii Miasta Szczecina). D'autres servent encore de sièges au gouvernement local, et parfois aussi de salles de mariage civiles et de galeries d'art, de restaurants et de centres culturels. Il s'agit notamment de Zamość, Kielce, Zielona Góra (également salle de mariage civile, restaurant et établissement vinicole), Kętrzyn (également salle de mariage et centre culturel) et Kołobrzeg (également salle de mariage, centre culturel et galerie d'art moderne). 

## Étymologie
Le mot polonais ratusz pour décrire un hôtel de ville est dérivé de l'allemand Rathaus (maison du conseil) au cours du Moyen Âge. L'influence sert également de métonyme pour le burmistrz (bourgmestre ou maire), dérivé du bürgermeister allemand. 
Depuis 1980, la Société polonaise du tourisme et du tourisme (PTTK) offre un badge aux touristes intéressés à organiser des excursions de groupe à travers le pays dans le but de visiter le plus grand nombre de villes de Ratusz. Le PTTK distribue un livret spécial où les timbres peuvent être collectés pour l'insigne d'or décerné pour la visite d'un minimum de vingt points de vente ratusz,. 

## Exemples notables

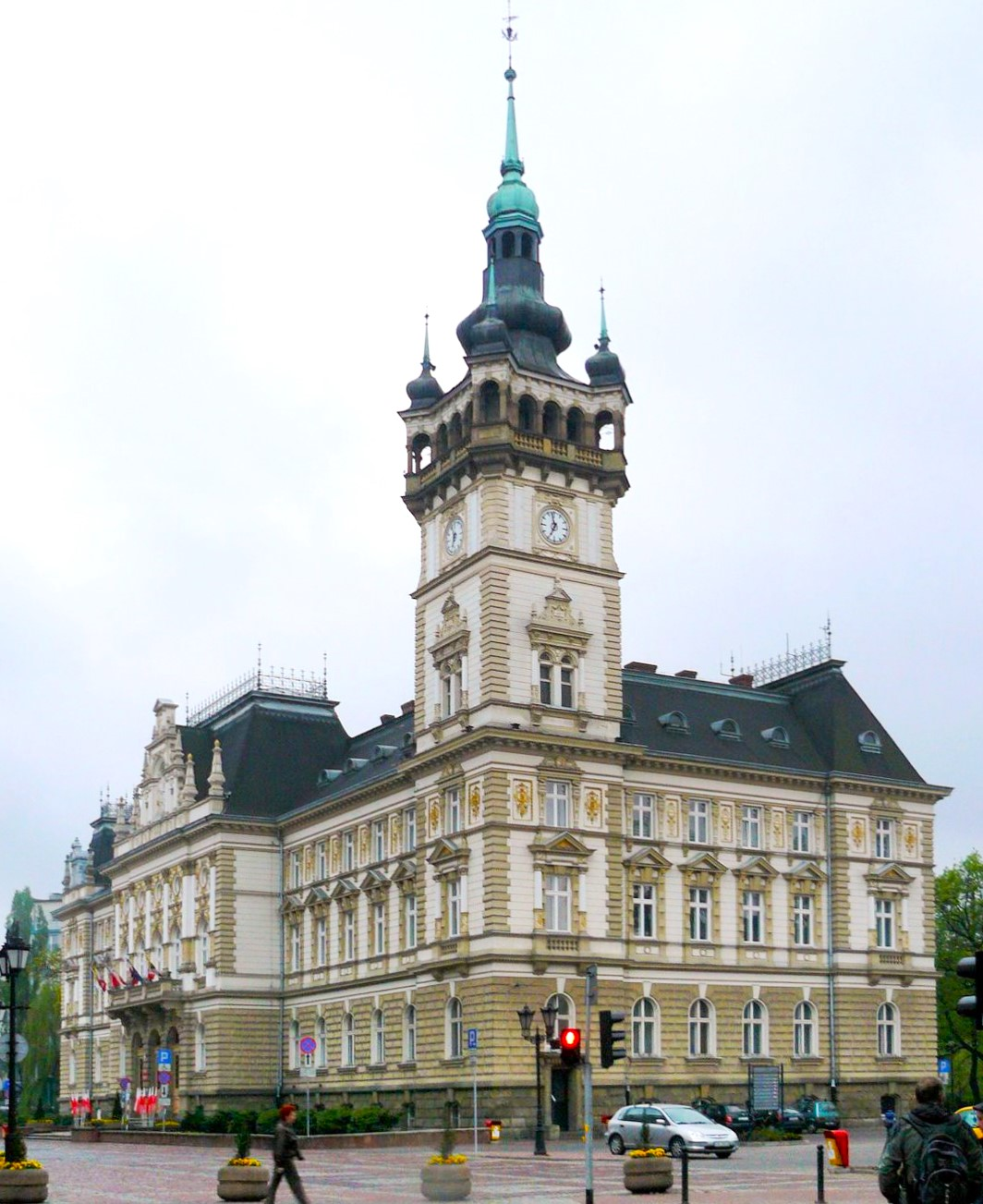
Bielsko-Biała
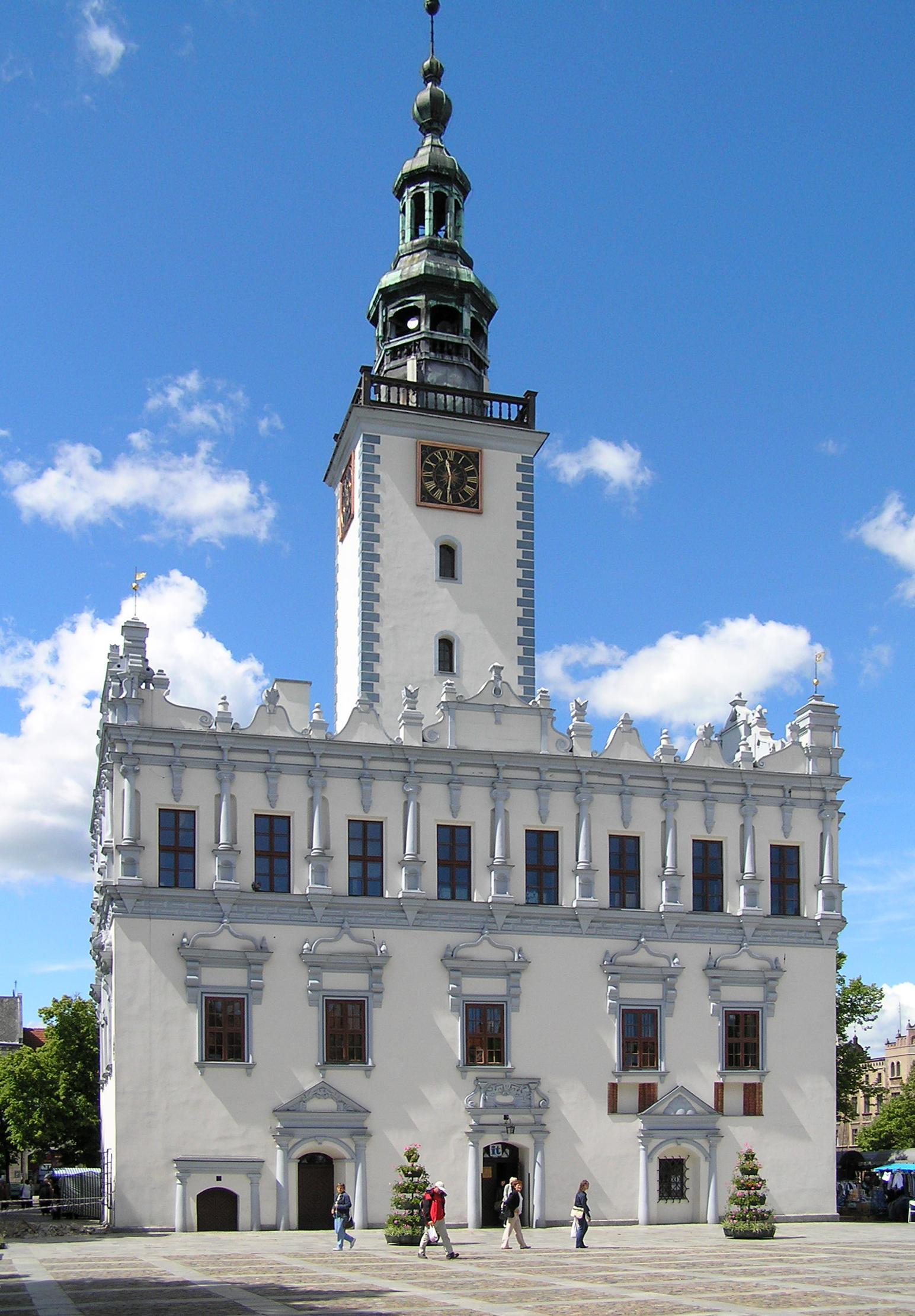
Chełmno
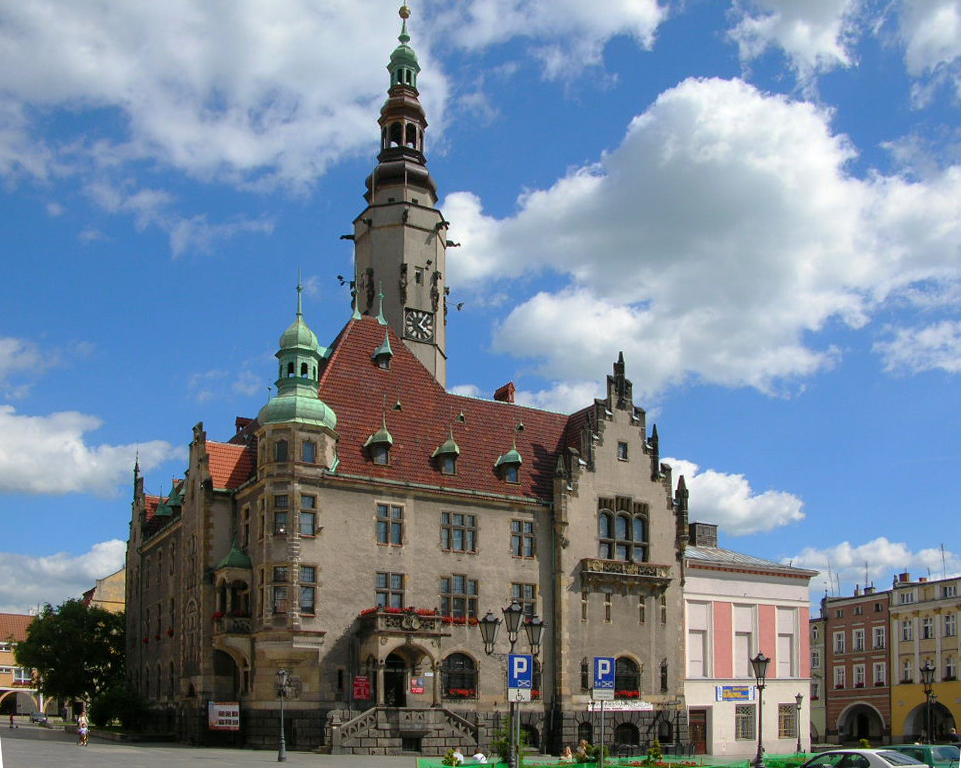
Jawor
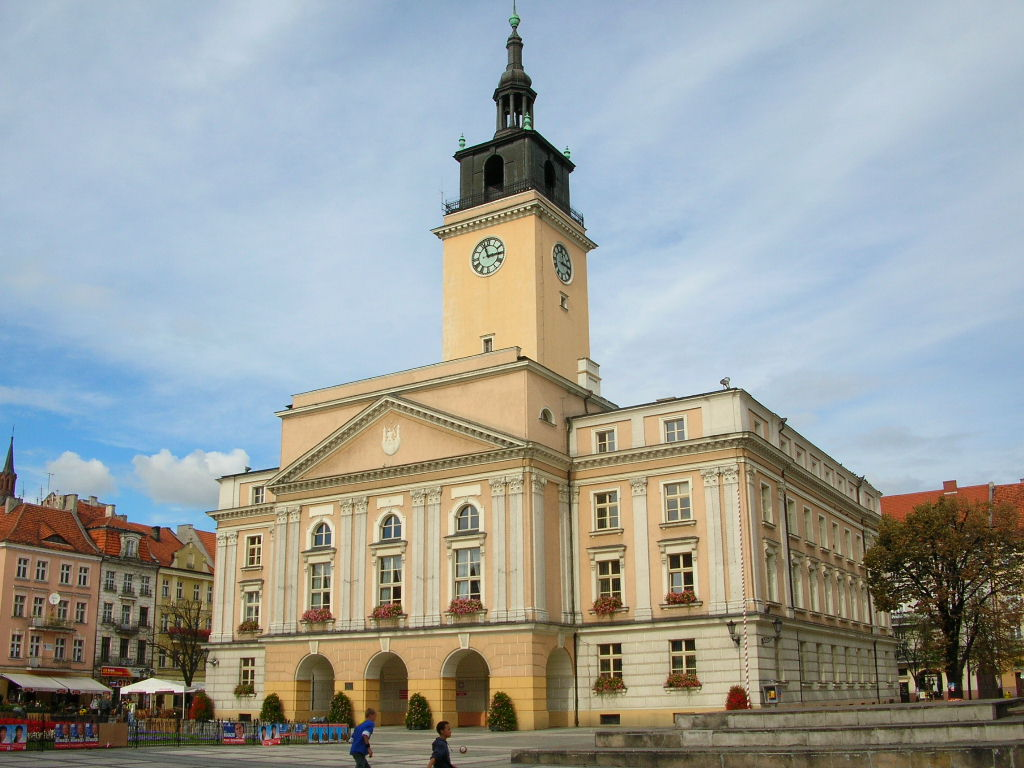
Kalisz
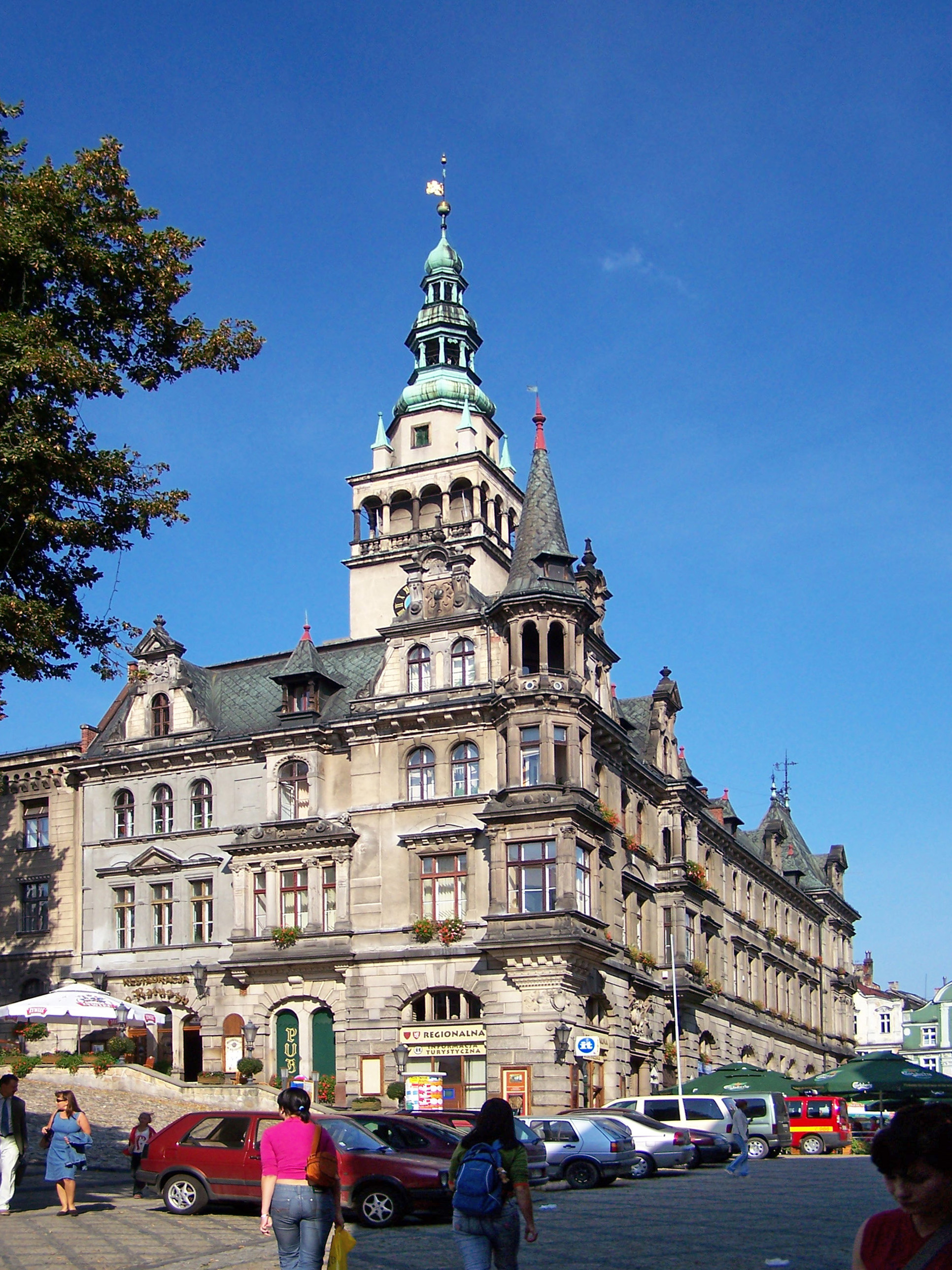
Kłodzko
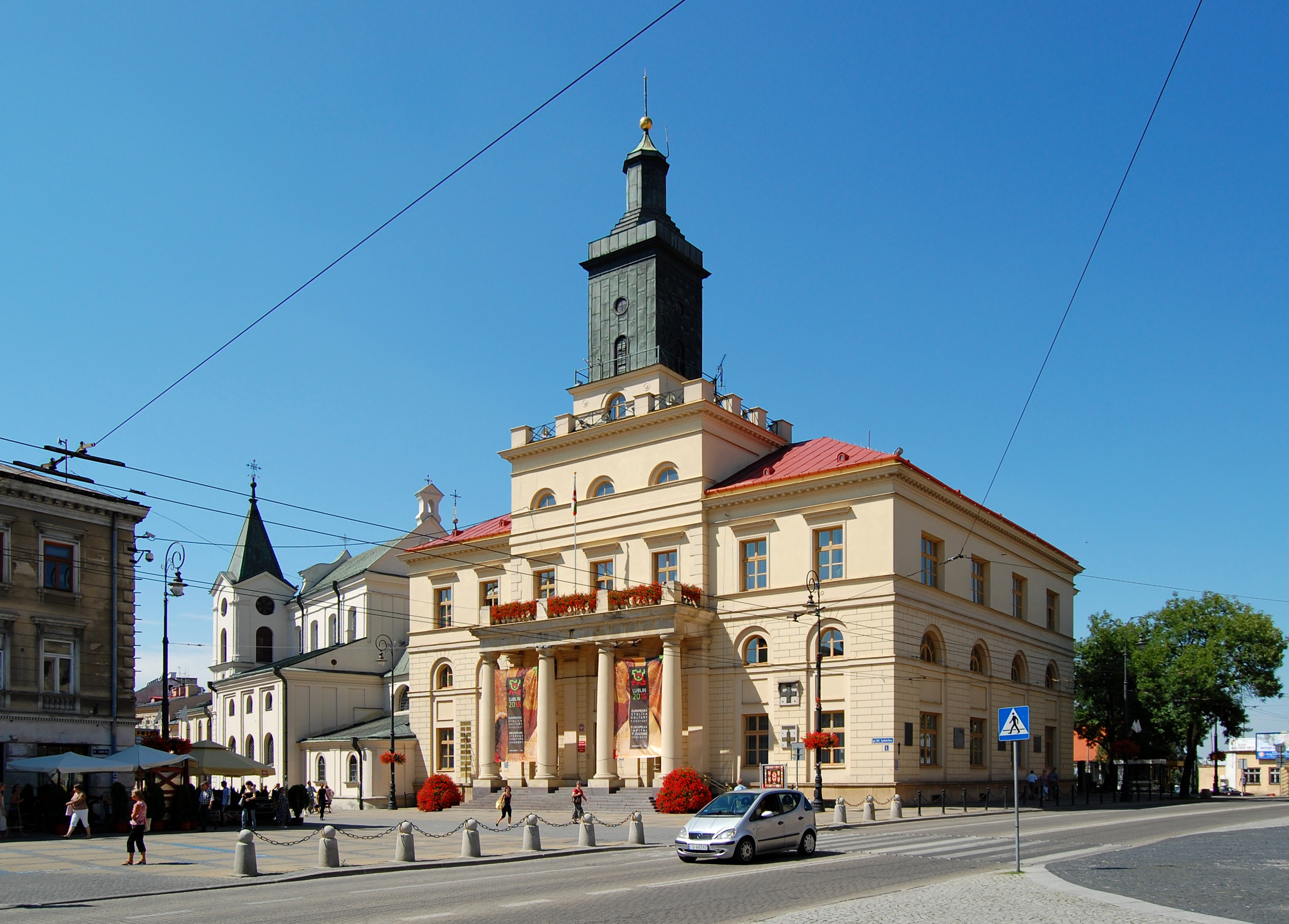
Lublin
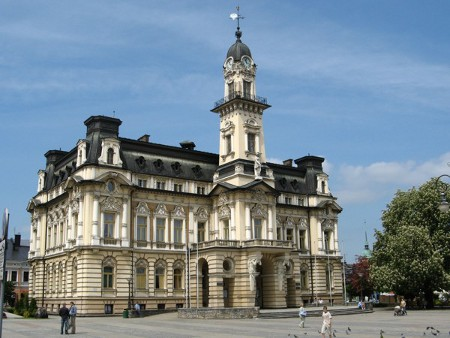
Nowy Sącz
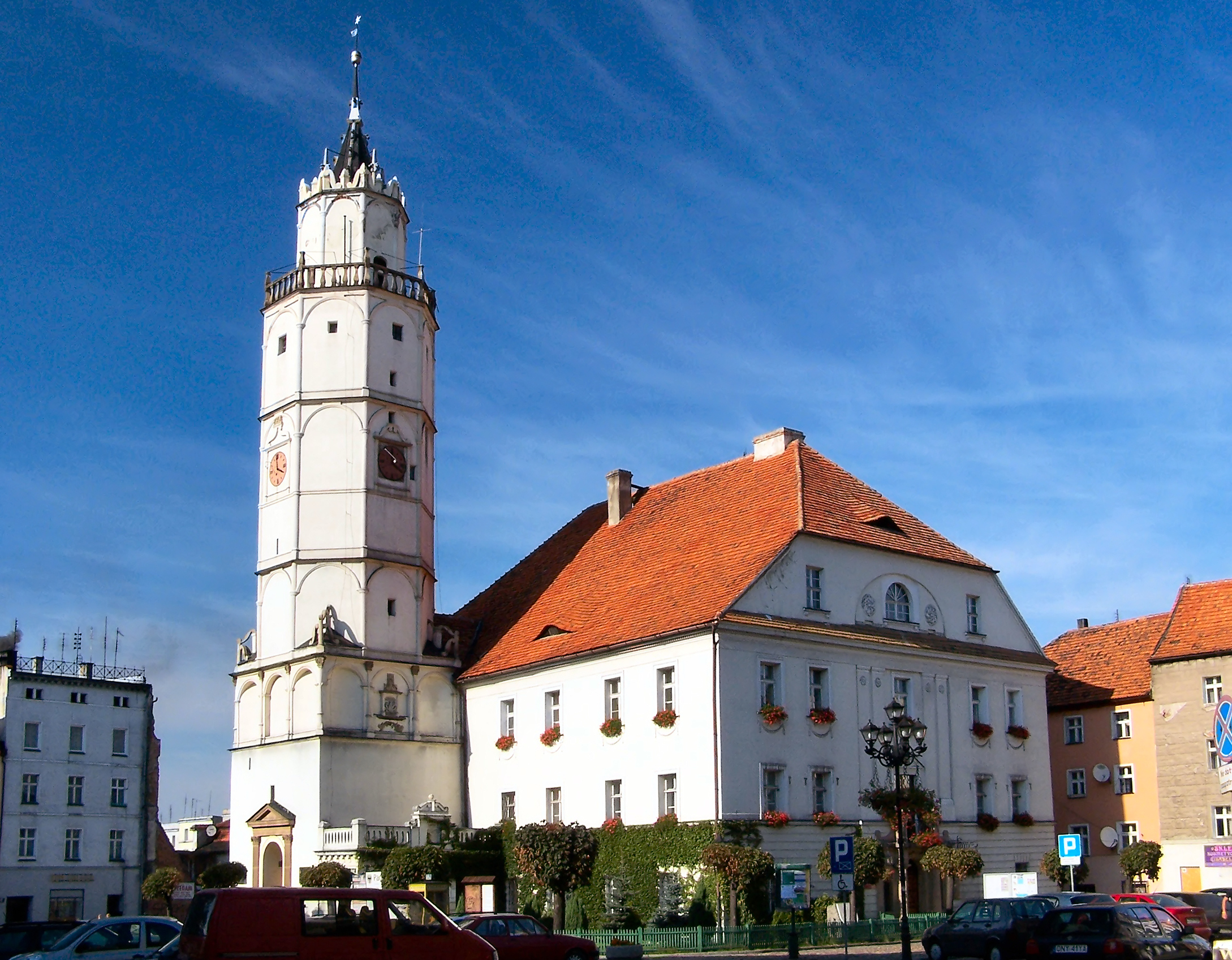
Paczków
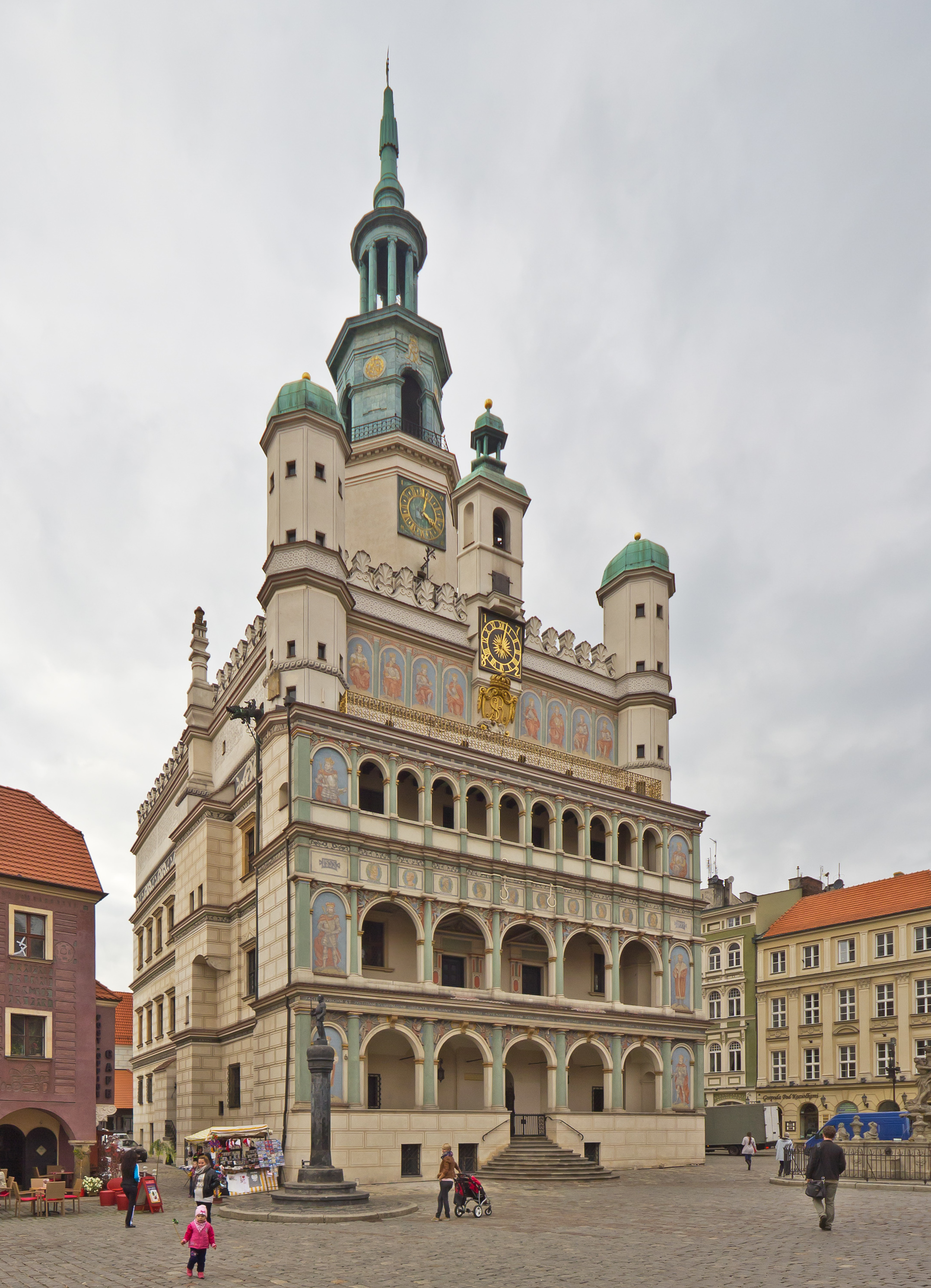
Poznań
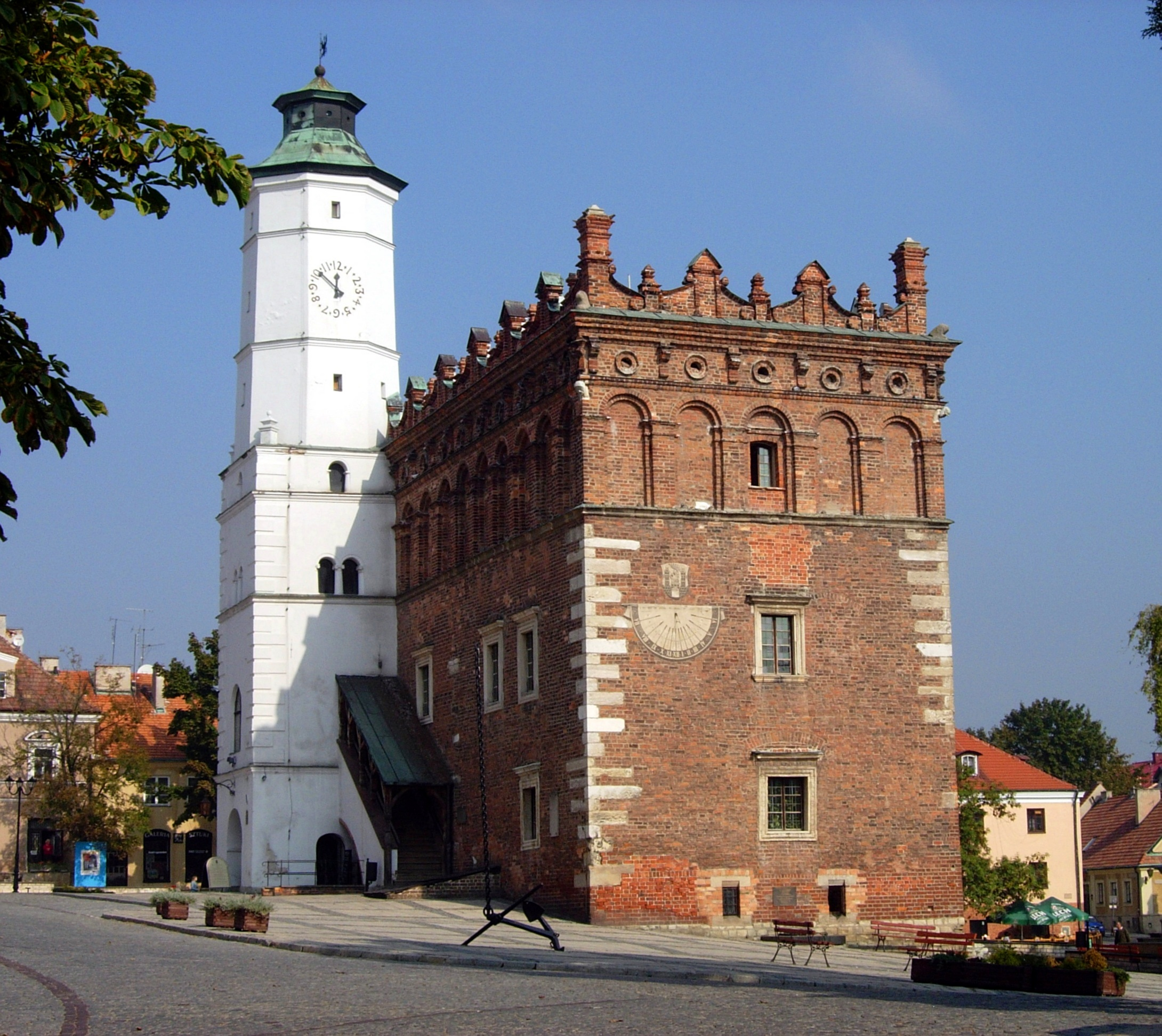
Sandomierz
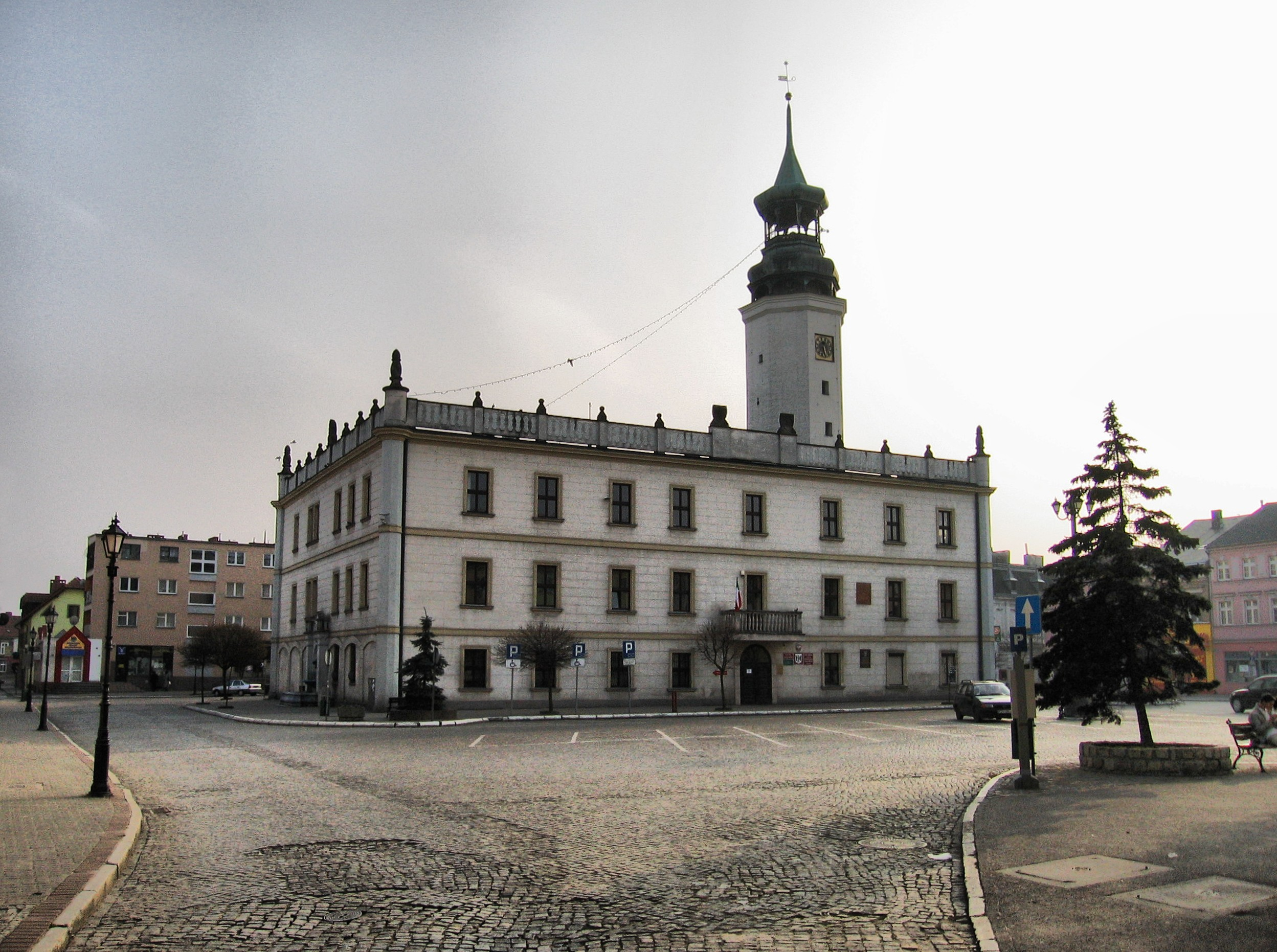
Sulechów
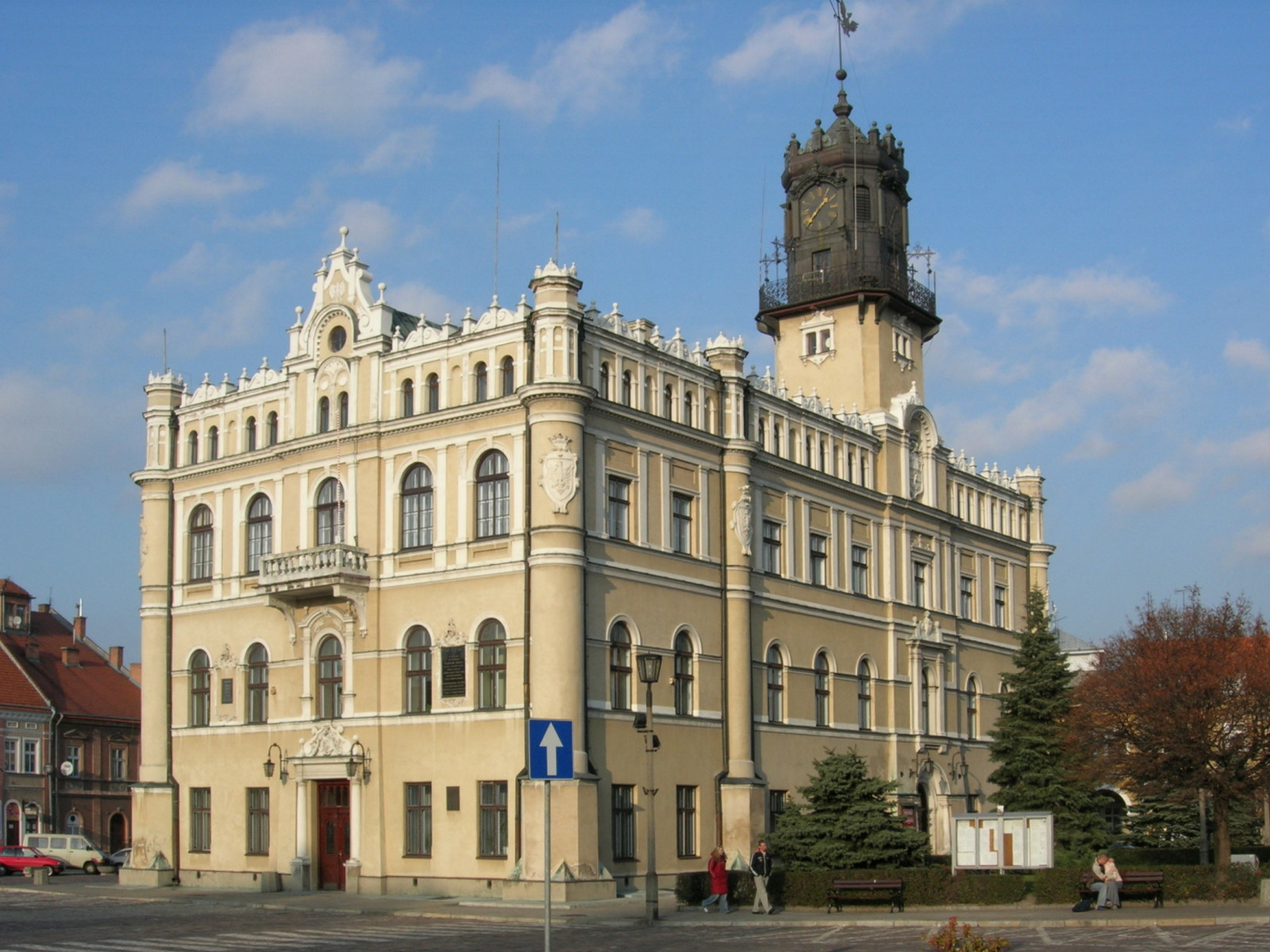
Jarosław
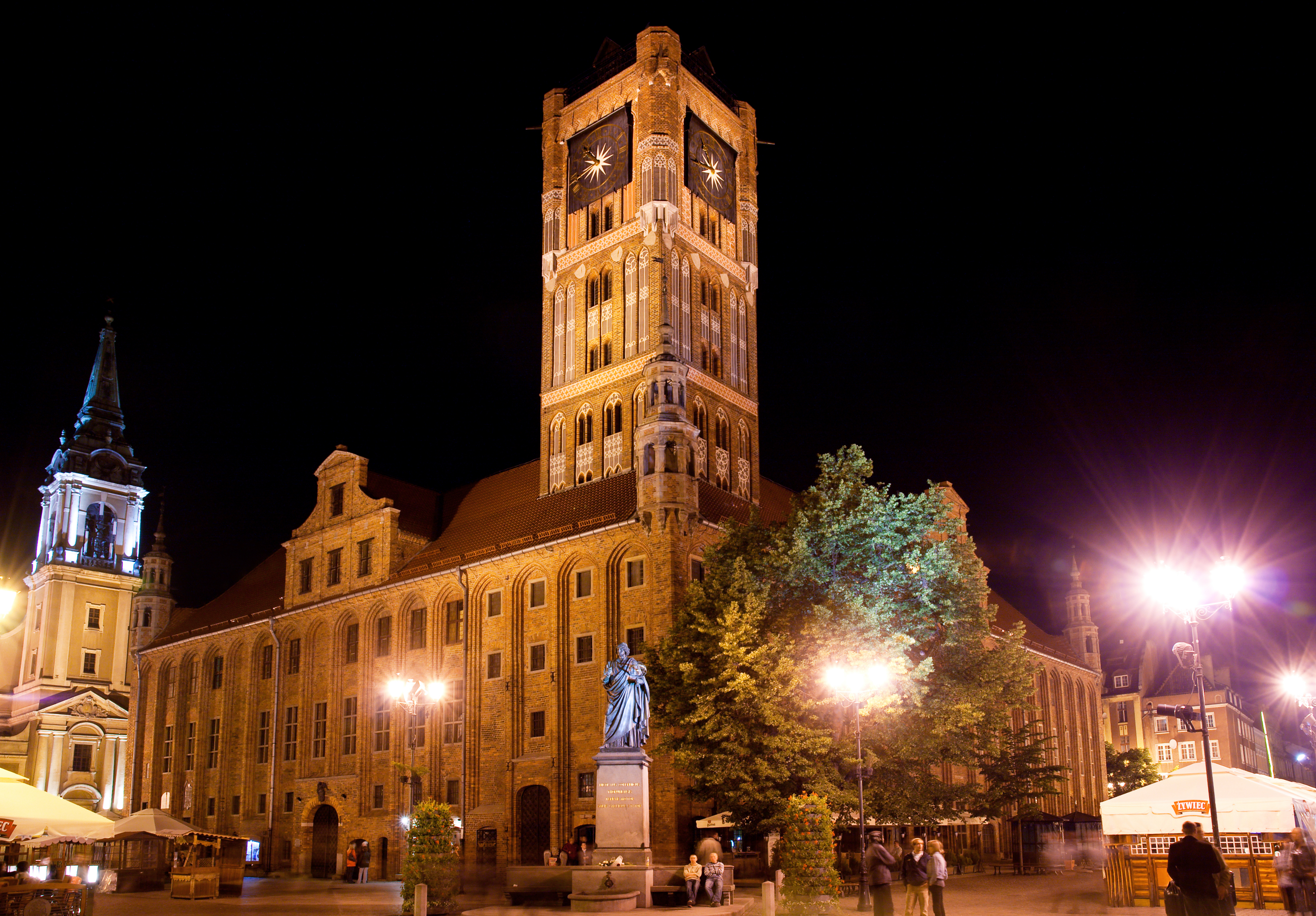
Toruń
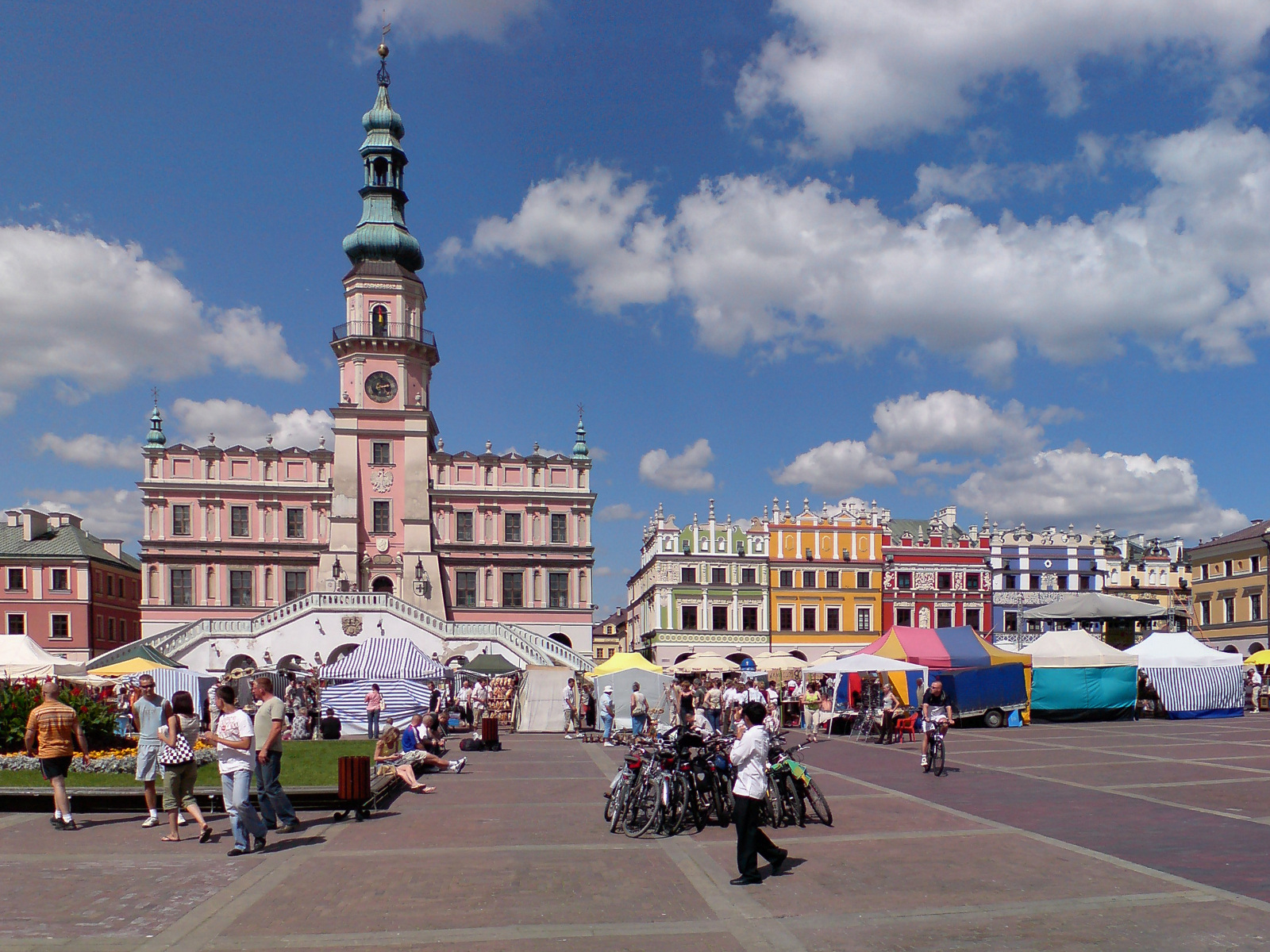
Zamość
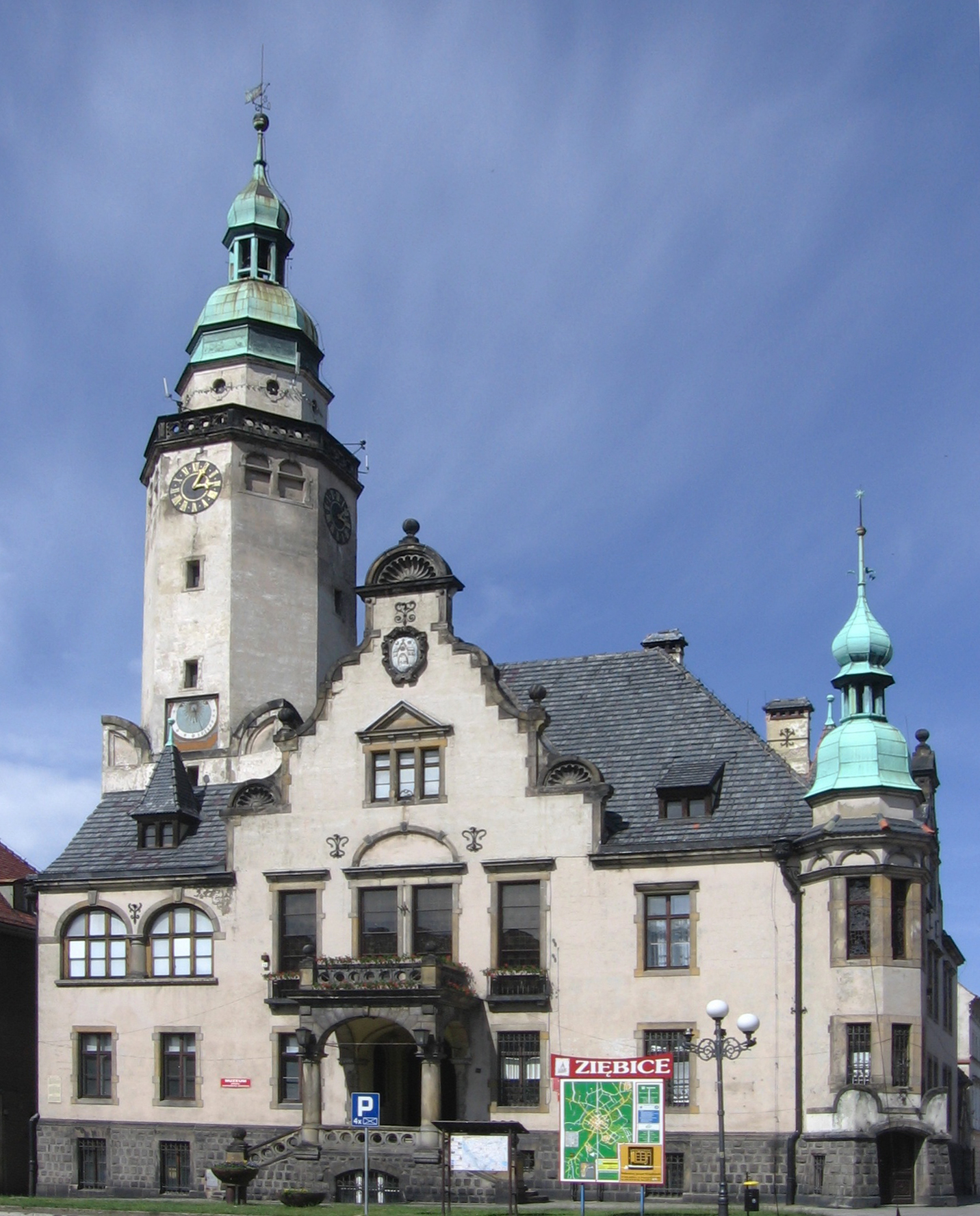
Ziębice
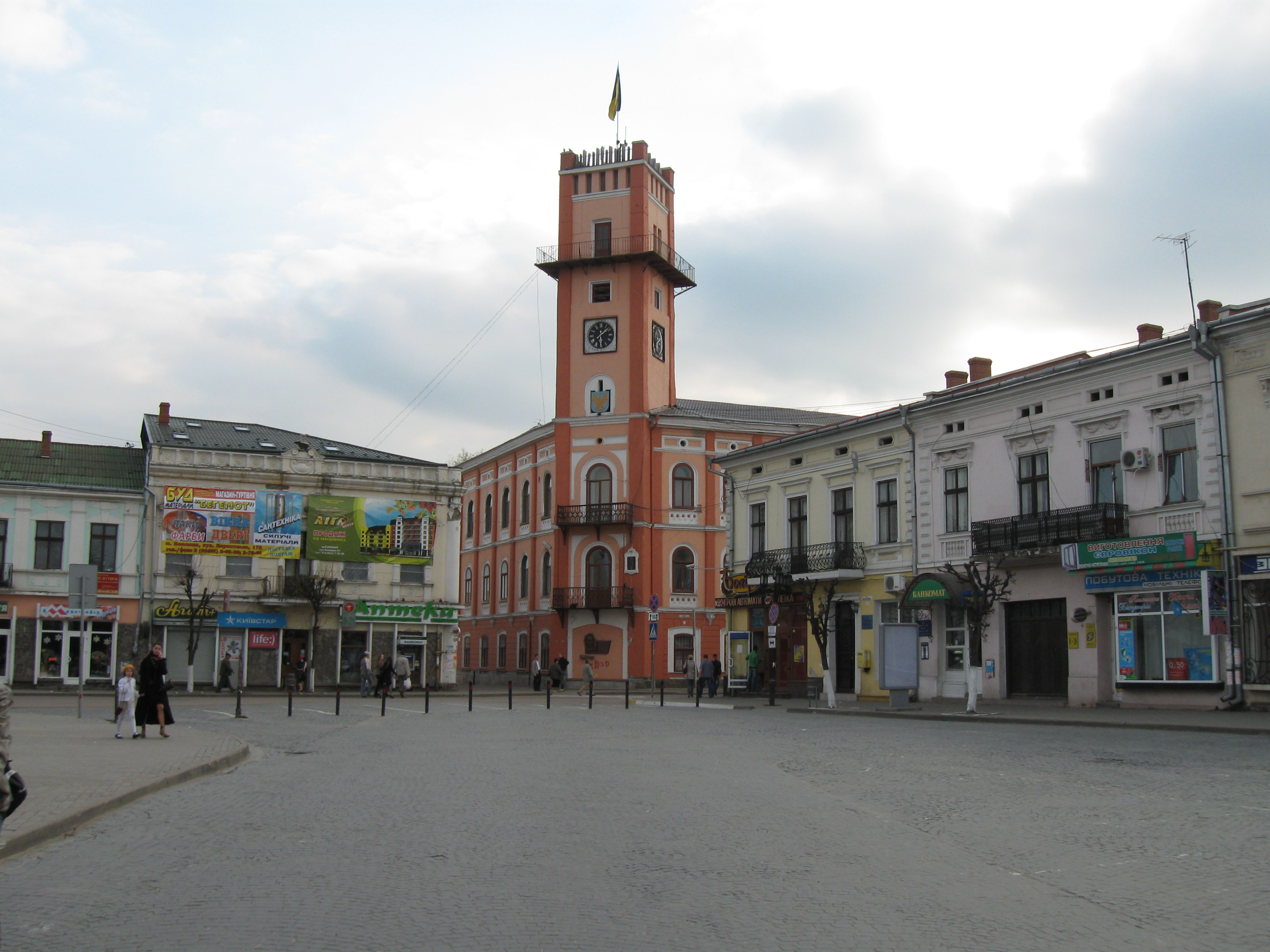
Kolomyia
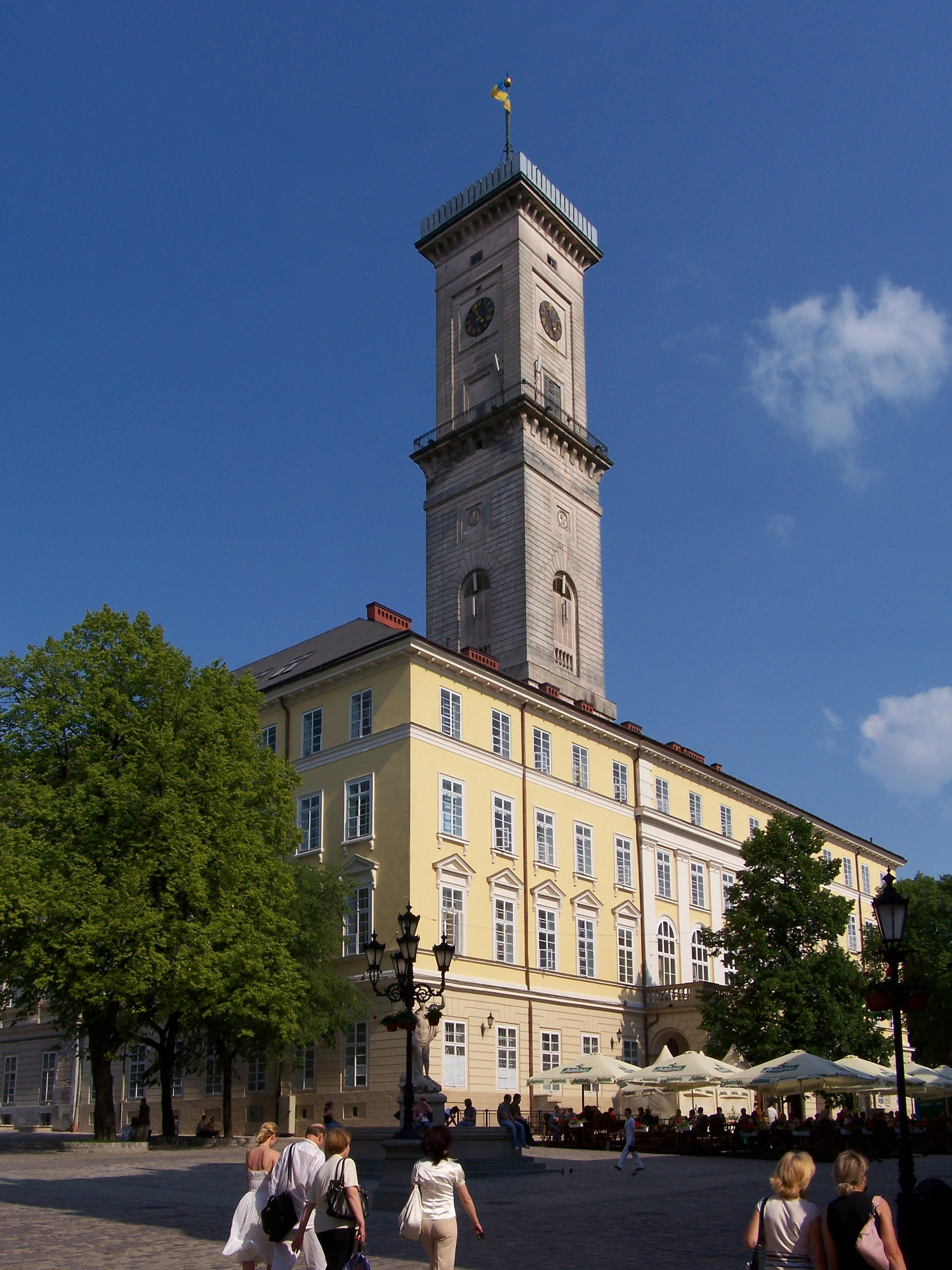
Lviv
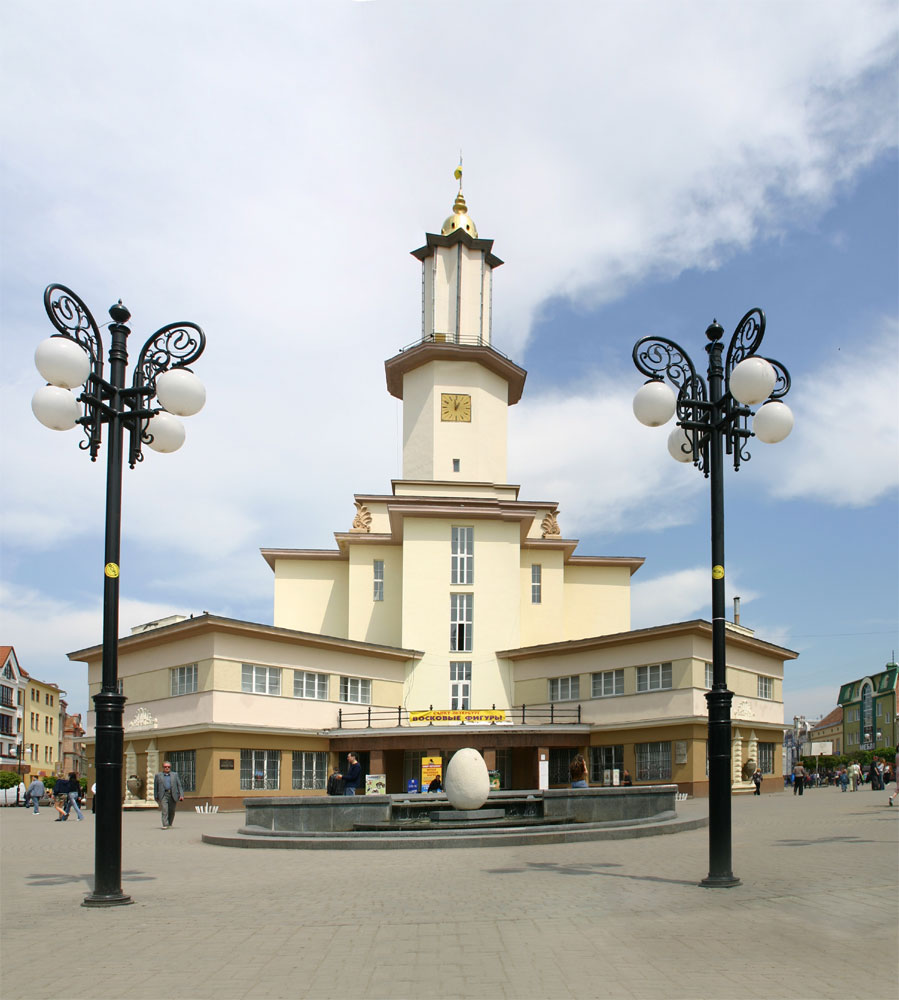
Ivano-Frankivsk
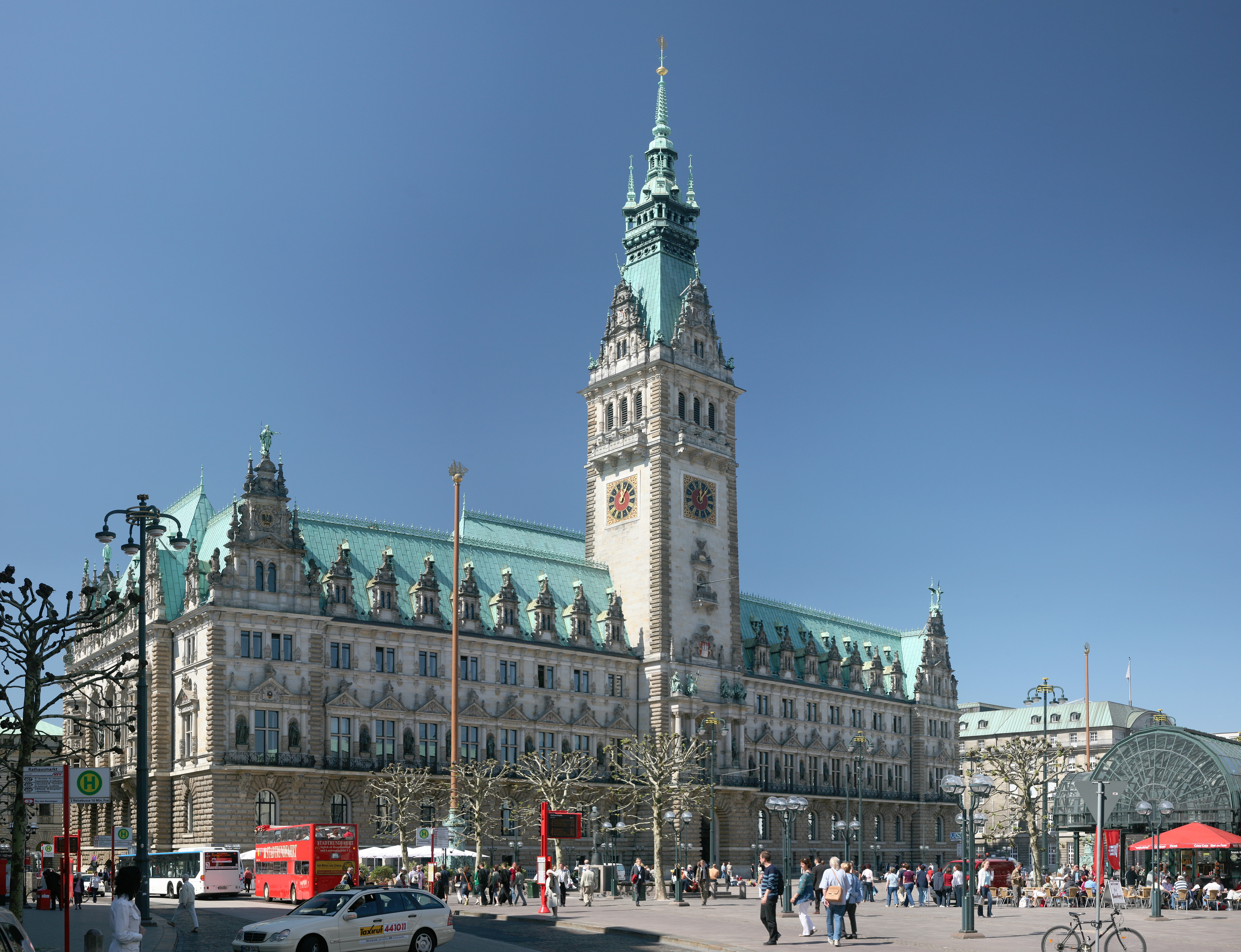
Hôtel de ville de Hambourg (Rathaus)
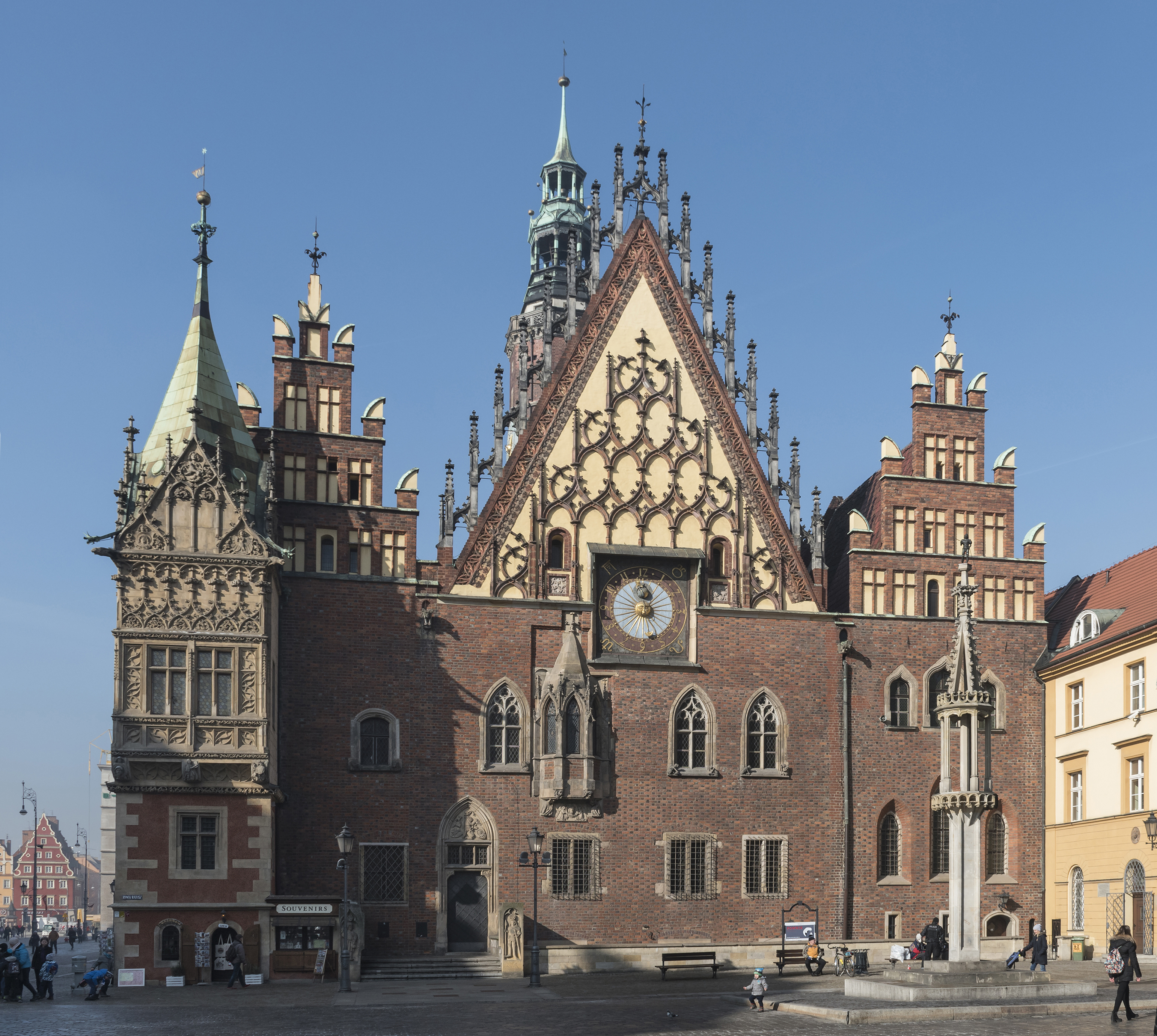
Wrocław (Ratusz/Rathaus)